# Robert Lindstedt
Robert Lindstedt (n. 19 martie 1977, Sundbyberg, comitatul Stockholms, Suedia) este un jucător profesionist de tenis de câmp, care a devenit profesionist în anul 1998, fiind un specialist al probelor de dublu. Lindstedt este clasat în prezent pe locul al 14-lea în clasamentul jucătorilor de dublu.
A ajuns în două finale de turnee de Grand Șlem în competițiile de dublu masculin, ambele finale fiind disputate pe iarbă, ambele la Wimbledon și ambele alături de românul Horia Tecău, în doi ani consecutivi (2010 și 2011). De fiecare dată cuplul româno-suedez a trebuit să se recunoască învins, în 2010 de către dublul Philipp Petzschner (Germania) - Jürgen Melzer (Austria) (scor pe seturi 1-6, 5-7, 5-7), iar în 2011 de către perechea americană Bob Bryan - Mike Bryan (scor pe seturi 3-6, 4-6, 6-7(2)).